# 스트리트 엔젤 (영화)
스트리트 엔젤(Street Angel)은 미국에서 제작된 프랭크 보제이즈 감독의 1928년 드라마 영화이다. 자넷 게이노 등이 주연으로 출연하였고 윌리엄 폭스 등이 제작에 참여하였다.

## 출연

### 주연
- 자넷 게이노
- 찰스 파렐

### 조연
- 헨리 아메타
- 나탈리 킹스턴
- 데이브 캐쉬너

## 제작진
- 미술: 해리 올리버